# Charles P. Summerall

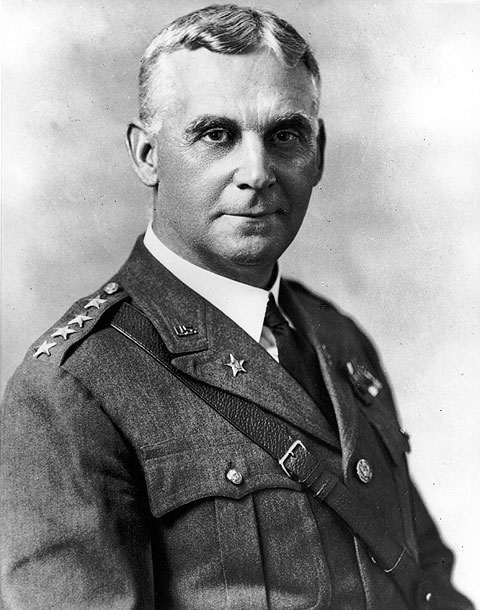
Charles P. Summerall in Generalsuniform (ca. 1929)

Charles Pelot Summerall (* 4. März 1867 in Blount’s Ferry, Florida; † 14. Mai 1955 in Washington, D.C.) war ein US-amerikanischer General und Chief of Staff of the Army von 1926 bis 1930. Nach seiner aktiven Zeit war er langjähriger Präsident des Militärkollegs von South Carolina, The Citadel.

## Biografie
Summerall wurde als Sohn eines ehemaligen konföderierten Soldaten und Enkel eines Sklavenbesitzers in einer nach dem Sezessionskrieg verarmten Familie geboren. Von 1882 bis 1885 besuchte er die Porter Military Academy in South Carolina. Im Alter von 19 Jahren gewann er das von einem lokalen Kongressabgeordneten ausgelobte Stipendium für den Eintritt in die United States Military Academy in West Point. Er schloss die dortige Ausbildung 1892 im oberen Drittel seiner Klasse ab. Er wurde zunächst dem 1st Infantry Regiment zugeteilt und 1893 in das 5th Artillery Regiment transferiert. Es folgten Verwendungen als Garnisonsoffizier in Kalifornien und Fort Hamilton, New York. Als First Lieutenant diente er von 1899 bis 1900 im Philippinisch-Amerikanischen Krieg, bevor er dem amerikanischen Truppenkontingent zur Niederschlagung des chinesischen Boxeraufstands zugeteilt wurde. 1901 wurde er zum Captain befördert.
Es folgten Verwendungen im Bundesstaat Washington und in Alaska, bevor Summerall 1905 als Ausbilder in Artillerietaktik an die Militärakademie West Point berufen wurde, wo er bis 1911 diente. Im Anschluss wurde er zum Major befördert und übernahm die Feldartillerie der in San Antonio, Texas, stationierten Manöverdivision. Von 1915 bis 1917 diente er im Militia Bureau des War Department, wo er als stellvertretender Leiter für die Artillerie der Nationalgarde zuständig war. Er war zugleich auch Mitglied des Ordnance Board, später Board of Ordnance and Fortification. In dieser Zeit erfolgten schnelle Beförderungen bis hinauf zum Brigadegeneral im August 1917. Zuvor war er als Artillerieexperte Mitglied einer Kommission unter Chauncey Baker nach Europa gewesen, die Vorschläge für die künftige Beteiligung der USA am Ersten Weltkrieg machen sollte.
Zurück in den USA wurde Summerall Kommandeur einer Artilleriebrigade der 42nd Infantry Division, mit der er nach Frankreich verlegte. Kurz nach seiner Ankunft, im Dezember 1917, wurde er Kommandeur der 1st Field Artillery Brigade der 1st Infantry Division. Im Juli 1918, nach der Schlacht von Cantigny, folgte er Robert Lee Bullard als Kommandeur der Division nach, nachdem dieser ein Korpskommando erhalten hatte. Er führte die Division, zum Generalmajor befördert, in drei größeren Operationen: der Schlacht bei Soissons, der Schlacht von St. Mihiel und zu Beginn der Maas-Argonnen-Offensive. Er wurde am 12. Oktober 1918 von General Pershing an die Spitze des V Corps gestellt, mit dem er in den Schlusstagen des Krieges noch verlustreiche Angriffe führte, was ihm später Kritik einbrachte.
Nach dem Kriegsende wurde Summerall im Februar 1919 Commanding General des IX Corps, ab Mai des IV Corps. Von Juli bis August 1919 war er Mitglied einer interalliierten Kommission, die über die Lage in Fiume berichten sollte, und anschließend Mitglied der amerikanischen Friedensdelegation in Paris. Ende September 1919 übernahm er wieder die 1st Division in Camp Dix, New Jersey, die er bis 1921 führte. Im August 1921 wurde er kommandierender General des Hawaiian Department und behielt diesen Posten bis Herbst 1924. Danach wurde er zwischenzeitlich kommandierender General des VIII Corps Area mit Hauptquartier in Fort Sam Houston, Texas, und im Januar des folgenden Jahres des II Corps Area in New York. Ende 1925 saß er dem Militärgerichtsprozess gegen Billy Mitchell vor. Vom November 1926 bis 1930 war er  Chief of Staff of the Army. Im Februar 1929 folgte die Beförderung zum (temporären) Vier-Sterne-General. Er schied im März 1931 als General aus dem aktiven Dienst aus.
Im Ruhestand wurde er Präsident der Citadel, der Militärhochschule des Staates South Carolina. Wegen nachlassender Gesundheit gab er im Juni 1953 seinen Posten auf. Er starb zwei Jahre später im Washingtoner Walter-Reed-Militärkrankenhaus. 
Zu seinen Auszeichnungen zählen das Distinguished Service Cross, die Distinguished Service Medal, der Silver Star mit dreifachem Eichenlaub.